# I cacciatori della luna rossa
I cacciatori della Luna Rossa (Hunters of the Red Moon, 1973) è un romanzo fantascientifico scritto da Marion Zimmer Bradley assieme al fratello
Paul Edwin Zimmer (non ufficialmente accreditato), pubblicato nel 1973.

## Storia editoriale
L'opera è il primo romanzo di una serie in due volumi scritta da Marion Zimmer Bradley assieme al fratello minore Paul Edwin Zimmer. Il secondo romanzo si intitola The Survivors (1979).

## Trama
Un ignaro Dan Marsh se ne sta immobile sulla prua della sua imbarcazione, a guardare un puntino fisso all'orizzonte. Forse una stella, forse il riflesso del sole al tramonto sull'ala di un lontano aereo. Non ha motivo di chiedersi altro, e nemmeno gli interessa. Ma ben presto, quel puntino si interessa a lui e con sbigottimento del giovane, Dan viene rapito da quella che si rivela essere una navicella spaziale per prendere parte alla novecentosessantaquattresima Caccia della nostra storia.
Assieme ad altri quarantasette individui, provenienti da tutta la galassia, e appartenenti alle razze più curiose, viene addestrato e poi scaricato su una inospitale luna rossa. Lì, Dan viene a sapere di essere una Preda Consacrata. Dovrà sopravvivere da eclisse a eclisse, e cercare di non farsi uccidere dai terribili e in apparenza inafferrabili Cacciatori: creature che non sembrano avere volto, passato, storia, ma che da secoli danno vita a questo rituale antico come tutto l'universo.

## Edizioni
- (EN) Marion Zimmer Bradley, Hunters of the Red Moon, 1ª ed., New York, DAW Books, 1973.
- Marion Zimmer Bradley, I cacciatori della Luna Rossa, traduzione di Luigi Menghini, Cosmo. Collana di Fantascienza, n. 129, Milano, Editrice Nord, 1982.
- Marion Zimmer Bradley, I cacciatori della Luna Rossa, traduzione di Luigi Menghini, Le Linci, n. 10, Firenze, Salani, febbraio 1992, ISBN 8877822228.